# John Broughton
| 8749 Beatles        | 3 de Abril, 1998      |
| 8958 Stargazer      | 23 de Março, 1998     |
| 9241 Rosfranklin    | 10 de Agosto, 1997    |
| 11196 Michanikos    | 22 de Janeiro, 1999   |
| 11365 NASA          | 23 de Março, 1998     |
| 11425 Wearydunlop   | 18 de Junho, 1999     |
| 12113 Hollows       | 29 de Julho, 1998     |
| 12542 Laver         | 10 de Agosto, 1998    |
| 13298 Namatjira     | 15 de Setembro, 1998  |
| 14621 Tati          | 22 de Outubro, 1998   |
| 15092 Beegees       | 15 de Março, 1999     |
| 15495 Bogie         | 17 de Fevereiro, 1999 |
| 15550 Sydney        | 31 de Março, 2000     |
| 15947 Milligan      | 2 de Janeiro, 1998    |
| 16046 Gregnorman    | 5 de Maio, 1999       |
| 16155 Buddy         | 3 de Janeiro, 2000    |
| 16260 Sputnik       | 9 de Maio, 2000       |
| 17023 Abbott        | 7 de Março, 1999      |
| 17024 Costello      | 15 de Março, 1999     |
| 17038 Wake          | 26 de Março, 1999     |
| 17058 Rocknroll     | 13 de Abril, 1999     |
| 17059 Elvis         | 15 de Abril, 1999     |
| 17078 Sellers       | 24 de Abril, 1999     |
| 17166 Secombe       | 17 de Junho, 1999     |
| 17269 Dicksmith     | 3 de Junho, 2000      |
| (17270) 2000 LB2    | 4 de Junho, 2000      |
| 17283 Ustinov       | 24 de Junho, 2000     |
| 17826 Normanwisdom  | 3 de Abril, 1998      |
| 17892 Morecambewise | 15 de Março, 1999     |
| 17936 Nilus         | 24 de Abril, 1999     |
| 17945 Hawass        | 14 de Maio, 1999      |
| 18125 Brianwilson   | 22 de Julho, 2000     |
| 18132 Spector       | 30 de Julho, 2000     |
| 18747 Lexcen        | 26 de Março, 1999     |
| 18839 Whiteley      | 5 de Agosto, 1999     |
| 18932 Robinhood     | 28 de Agosto, 2000    |
| 19453 Murdochorne   | 28 de Março, 1998     |
| 19535 Rowanatkinson | 24 de Abril, 1999     |
| 19578 Kirkdouglas   | 20 de Junho, 1999     |
| 19582 Blow          | 13 de Julho, 1999     |
| 19631 Greensleeves  | 13 de Setembro, 1999  |
| 20314 Johnharrison  | 28 de Março, 1998     |
| 20403 Attenborough  | 22 de Julho, 1998     |
| 20468 Petercook     | 13 de Julho, 1999     |
| 20469 Dudleymoore   | 13 de Julho, 1999     |
| 21476 Petrie        | 28 de Abril, 1998     |
| (21657) 1999 PZ1    | 10 de Agosto, 1999    |
| (21658) 1999 PA2    | 10 de Agosto, 1999    |
| (21690) 1999 RA39   | 13 de Setembro, 1999  |
| (21692) 1999 RH44   | 15 de Setembro, 1999  |
| (22649) 1998 OD12   | 27 de Julho, 1998     |
| (22650) 1998 OG12   | 29 de Julho, 1998     |
| (22754) 1998 WJ8    | 26 de Novembro, 1998  |
| 23032 Fossey        | 3 de Dezembro, 1999   |
| 23774 Herbelliott   | 26 de Junho, 1998     |
| 24450 Victorchang   | 29 de Agosto, 2000    |
| (25016) 1998 QJ4    | 18 de Agosto, 1998    |
| 25058 Shanegould    | 25 de Agosto, 1998    |
| (25217) 1998 TX1    | 13 de Outubro, 1998   |
| (25218) 1998 TZ1    | 13 de Outubro, 1998   |
| (25220) 1998 TQ6    | 15 de Outubro, 1998   |
| (25272) 1998 VK32   | 14 de Novembro, 1998  |
| (25274) 1998 VE33   | 15 de Novembro, 1998  |
| (25833) 2000 ED15   | 5 de Março, 2000      |
| (25848) 2000 EL104  | 14 de Março, 2000     |
| (25939) 2001 EQ     | 3 de Março, 2001      |
| (26316) 1998 US16   | October 22, 1998      |
| (26613) 2000 GL2    | 3 de Abril, 2000      |
| (26647) 2000 LT     | 2 de Junho, 2000      |
| (26716) 2001 HZ3    | 18 de Abril, 2001     |
| (26731) 2001 HE14   | 23 de Abril, 2001     |
| (27626) 2001 NA     | 1 de Julho, 2001      |
| (28058) 1998 NF     | 1 de Julho, 1998      |
| (28062) 1998 OZ11   | 22 de Julho, 1998     |
| (28339) 1999 EC3    | 10 de Março, 1999     |
| (28540) 2000 EC4    | 4 de Março, 2000      |
| (28615) 2000 FS10   | 31 de Março, 2000     |
| (28913) 2000 OT     | 23 de Julho, 2000     |
| (29872) 1999 GO6    | 15 de Abril, 1999     |
| (29898) 1999 HG1    | 19 de Abril, 1999     |
| (30079) 2000 EP104  | 15 de Março, 2000     |
| (30419) 2000 LU     | 2 de Junho, 2000      |
| 30439 Moe           | 21 de Junho, 2000     |
| 30440 Larry         | 22 de Junho, 2000     |
| 30441 Curly         | 24 de Junho, 2000     |
| 30444 Shemp         | 5 de Julho, 2000      |
| (30526) 2001 NC2    | 13 de Julho, 2001     |
| (31117) 1997 QF5    | 25 de Agosto, 1997    |
| (31344) 1998 OM12   | 30 de Julho, 1998     |
| (31450) 1999 CU9    | 14 de Fevereiro, 1999 |
| (31552) 1999 EJ     | 7 de Março, 1999      |
| (31608) 1999 GR5    | 12 de Abril, 1999     |
| (31804) 1999 MG     | 18 de Junho, 1999     |
| (32118) 2000 LW5    | 6 de Junho, 2000      |
| (32154) 2000 MH     | 23 de Junho, 2000     |
| (32156) 2000 MY     | 24 de Junho, 2000     |
| (32157) 2000 MR1    | 26 de Junho, 2000     |
| (32158) 2000 MD2    | 29 de Junho, 2000     |
| (32197) 2000 OV     | 24 de Julho, 2000     |
| (32201) 2000 OZ2    | 29 de Julho, 2000     |
| (32202) 2000 OA3    | 29 de Julho, 2000     |
| (32510) 2001 NS     | 12 de Julho, 2001     |
| (33026) 1997 PD6    | 5 de Agosto, 1997     |
| (33110) 1998 AM10   | 2 de Janeiro, 1998    |
| (33430) 1999 EH     | 7 de Março, 1999      |
| (33530) 1999 HH1    | 19 de Abril, 1999     |
| (33543) 1999 JR8    | 13 de Maio, 1999      |
| (33722) 1999 NO     | 7 de Julho, 1999      |
| (33748) 1999 PP4    | 15 de Agosto, 1999    |
| (33883) 2000 KD4    | 27 de Maio, 2000      |
| (33946) 2000 MV     | 24 de Junho, 2000     |
| (33992) 2000 OQ     | 23 de Julho, 2000     |
| (33993) 2000 OS     | 23 de Julho, 2000     |
| (34212) 2000 QZ68   | 28 de Agosto, 2000    |
| (35773) 1999 JT7    | 13 de Maio, 1999      |
| (35982) 1999 NJ4    | 11 de Julho, 1999     |
| (36039) 1999 PA4    | 13 de Agosto, 1999    |
| (36358) 2000 OY2    | 29 de Julho, 2000     |
| (36365) 2000 OO9    | 30 de Julho, 2000     |
| (36428) 2000 PV8    | 9 de Agosto, 2000     |
| (37857) 1998 EV14   | 5 de Março, 1998      |
| (38036) 1998 RE1    | 13 de Setembro, 1998  |
| (38210) 1999 NP4    | 13 de Julho, 1999     |
| (38241) 1999 PU1    | 9 de Agosto, 1999     |
| (38242) 1999 PB2    | 10 de Agosto, 1999    |
| (38243) 1999 PB4    | 13 de Agosto, 1999    |
| (38244) 1999 PD4    | 13 de Agosto, 1999    |
| (38668) 2000 PM     | 1 de Agosto, 2000     |
| (38724) 2000 QW129  | 31 de Agosto, 2000    |
| (40006) 1998 HV101  | 24 de Abril, 1998     |
| (40104) 1998 QE4    | 17 de Agosto, 1998    |
| (40121) 1998 QA29   | 18 de Agosto, 1998    |
| (40228) 1998 TR1    | 12 de Outubro, 1998   |
| (40234) 1998 UG4    | 21 de Outubro, 1998   |
| (40273) 1999 JS7    | 13 de Maio, 1999      |
| (40327) 1999 MB     | 17 de Junho, 1999     |
| (40332) 1999 NK     | 6 de Julho, 1999      |
| (40452) 1999 RV38   | 12 de Setembro, 1999  |
| (40453) 1999 RX38   | 13 de Setembro, 1999  |
| (40716) 1999 SL     | 16 de Setembro, 1999  |
| 41488 Sindbad       | 29 de Agosto, 2000    |
| (42601) 1998 AN10   | 2 de Janeiro, 1998    |
| (42837) 1999 PR1    | 9 de Agosto, 1999     |
| (42840) 1999 RU     | 4 de Setembro, 1999   |
| 43293 Banting       | 1 de Abril, 2000      |
| (43588) 2001 PL14   | 14 de Agosto, 2001    |
| (44188) 1998 KJ58   | 21 de Maio, 1998      |
| (44211) 1998 OC12   | 23 de Julho, 1998     |
| (44212) 1998 OJ12   | 29 de Julho, 1998     |
| 44217 Whittle       | 12 de Agosto, 1998    |
| (44425) 1998 TY1    | 13 de Outubro, 1998   |
| (44430) 1998 TZ6    | 15 de Outubro, 1998   |
| (44529) 1998 YP7    | 22 de Dezembro, 1998  |
| (44592) 1999 OM     | 17 de Julho, 1999     |
| (44595) 1999 PE     | 4 de Agosto, 1999     |
| (44596) 1999 PF     | 4 de Agosto, 1999     |
| (45764) 2000 LV     | 2 de Junho, 2000      |
| (45766) 2000 LX5    | 6 de Junho, 2000      |
| (45803) 2000 QH1    | 23 de Agosto, 2000    |
| (46097) 2001 FN1    | 19 de Março, 2001     |
| (46783) 1998 HU101  | 24 de Abril, 1998     |
| (46990) 1998 TY6    | 15 de Outubro, 1998   |
| (47141) 1999 HB3    | 24 de Abril, 1999     |
| (48337) 2002 PT6    | 5 de Agosto, 2002     |
| (48777) 1997 QE5    | 25 de Agosto, 1997    |
| (48923) 1998 OY11   | 22 de Julho, 1998     |
| (48924) 1998 OK12   | 29 de Julho, 1998     |
| (48931) 1998 PM1    | 10 de Agosto, 1998    |
| (48959) 1998 QQ26   | 24 de Agosto, 1998    |
| (49280) 1998 UT22   | 28 de Outubro, 1998   |
| (51064) 2000 GY143  | 11 de Abril, 2000     |
| (51322) 2000 LY5    | 6 de Junho, 2000      |
| (51333) 2000 ME     | 22 de Junho, 2000     |
| (51398) 2001 DJ80   | 24 de Fevereiro, 2001 |
| (51451) 2001 FE31   | 22 de Março, 2001     |
| (51571) 2001 HF4    | 19 de Abril, 2001     |
| (51590) 2001 HF14   | 23 de Abril, 2001     |
| (51817) 2001 OA13   | 21 de Julho, 2001     |
| (51841) 2001 OO65   | 23 de Julho, 2001     |
| (52718) 1998 FL126  | 27 de Março, 1998     |
| (52801) 1998 QG63   | 24 de Agosto, 1998    |
| (53164) 1999 CV9    | 14 de Fevereiro, 1999 |
| (53247) 1999 DE2    | 17 de Fevereiro, 1999 |
| (53306) 1999 HA3    | 24 de Abril, 1999     |
| (53318) 1999 JV7    | 13 de Maio, 1999      |
| (54402) 2000 LA2    | 4 de Junho, 2000      |
| (54403) 2000 LD2    | 4 de Junho, 2000      |
| (54437) 2000 MW     | 24 de Junho, 2000     |
| (54447) 2000 NX1    | 5 de Julho, 2000      |
| (54463) 2000 OS1    | 27 de Julho, 2000     |
| (54521) 2000 QD1    | 23 de Agosto, 2000    |
| (54530) 2000 QN26   | 27 de Agosto, 2000    |
| (54818) 2001 NR     | 12 de Julho, 2001     |
| (54821) 2001 NB2    | 13 de Julho, 2001     |
| (54843) 2001 OX2    | 19 de Julho, 2001     |
| (54844) 2001 OY2    | 19 de Julho, 2001     |
| (54890) 2001 OS65   | 28 de Julho, 2001     |
| (55976) 1998 RE5    | 15 de Setembro, 1998  |
| (56117) 1999 CC9    | 13 de Fevereiro, 1999 |
| (56194) 1999 GV5    | 15 de Abril, 1999     |
| (56371) 2000 EC15   | 5 de Março, 2000      |
| (56392) 2000 ET106  | 15 de Março, 2000     |
| (56563) 2000 JS8    | 6 de Maio, 2000       |
| (56594) 2000 JL40   | 11 de Maio, 2000      |
| (56708) 2000 MZ     | 24 de Junho, 2000     |
| (56709) 2000 MY1    | 27 de Junho, 2000     |
| (56816) 2000 QQ     | 21 de Agosto, 2000    |
| (56817) 2000 QF1    | 23 de Agosto, 2000    |
| (57069) 2001 OA3    | 19 de Julho, 2001     |
| (57073) 2001 OB13   | 21 de Julho, 2001     |
| (57152) 2001 QL2    | 17 de Agosto, 2001    |
| (57193) 2001 QF34   | 19 de Agosto, 2001    |
| (58921) 1998 KH58   | 21 de Maio, 1998      |
| (58922) 1998 KK58   | 22 de Maio, 1998      |
| (59472) 1999 HX     | 19 de Abril, 1999     |
| (59500) 1999 JT8    | 14 de Maio, 1999      |
| (59757) 1999 ME     | 18 de Junho, 1999     |
| (59759) 1999 MR     | 20 de Junho, 1999     |
| (59765) 1999 NN4    | 13 de Julho, 1999     |
| (59794) 1999 OE1    | 18 de Julho, 1999     |
| (59799) 1999 PC2    | 10 de Agosto, 1999    |
| (61066) 2000 LV5    | 4 de Junho, 2000      |
| (61121) 2000 MU     | 23 de Junho, 2000     |
| (61124) 2000 MX1    | 27 de Junho, 2000     |
| (61132) 2000 NC2    | 5 de Julho, 2000      |
| (61209) 2000 OM9    | 30 de Julho, 2000     |
| (61341) 2000 PC3    | 1 de Agosto, 2000     |
| (61385) 2000 QG1    | 23 de Agosto, 2000    |
| (61549) 2000 QJ68   | 28 de Agosto, 2000    |
| (63428) 2001 MC1    | 18 de Junho, 2001     |
| (63451) 2001 OB     | 16 de Julho, 2001     |
| (63475) 2001 OB32   | 23 de Julho, 2001     |
| (63498) 2001 OQ     | 28 de Julho, 2001     |
| (63523) 2001 PH1    | 9 de Agosto, 2001     |
| (65286) 2002 HC8    | 21 de Abril, 2002     |
| (65377) 2002 PT63   | 12 de Agosto, 2002    |
| (65867) 1997 QG5    | 25 de Agosto, 1997    |
| (65904) 1998 DL     | 26 de Fevereiro, 1998 |
| (66005) 1998 OA     | 22 de Julho, 1998     |
| (66236) 1999 EP     | 14 de Março, 1999     |
| (66264) 1999 HR     | 18 de Abril, 1999     |
| (66273) 1999 JU     | 13 de Maio, 1999      |
| (66274) 1999 JS     | 14 de Maio, 1999      |
| (66483) 1999 RZ     | 13 de Setembro, 1999  |
| (67355) 2000 KM     | 28 de Maio, 2000      |
| (67369) 2000 MF     | 29 de Junho, 2000     |
| (68373) 2001 PP     | 13 de Agosto, 2001    |
| (68374) 2001 PM     | 14 de Agosto, 2001    |
| (69118) 2003 EK     | 8 de Março, 2003      |
| (69157) 2003 JZ     | 3 de Maio, 2003       |
| (69770) 1998 QN     | 24 de Agosto, 1998    |
| (69803) 1998 RL     | 15 de Setembro, 1998  |
| (69918) 1998 TP     | 15 de Outubro, 1998   |
| (70170) 1999 OD     | 18 de Julho, 1999     |
| (70174) 1999 PJ3    | 11 de Agosto, 1999    |
| (70175) 1999 PU4    | 15 de Agosto, 1999    |
| (71630) 2000 EN75   | 6 de Março, 2000      |
| (72584) 2001 FO1    | 19 de Março, 2001     |
| (72818) 2001 HM     | 16 de Abril, 2001     |
| (72824) 2001 HG4    | 19 de Abril, 2001     |
| (72911) 2001 OC32   | 23 de Julho, 2001     |
| (73296) 2002 JY67   | 12 de Maio, 2002      |
| (73404) 2002 LL24   | 9 de Junho, 2002      |
| (73435) 2002 MS     | 18 de Junho, 2002     |
| (73553) 2003 QH30   | 22 de Agosto, 2003    |
| (73932) 1997 QD5    | 25 de Agosto, 1997    |
| (74085) 1998 OB12   | 22 de Julho, 1998     |
| (74086) 1998 OE12   | 28 de Julho, 1998     |
| (74563) 1999 MQ     | 20 de Junho, 1999     |
| (74588) 1999 OO1    | 19 de Julho, 1999     |
| (74626) 1999 RW38   | 12 de Setembro, 1999  |
| (77175) 2001 FP1    | 19 de Março, 2001     |
| (77186) 2001 FS9    | 20 de Março, 2001     |
| (77697) 2001 OC3    | 19 de Julho, 2001     |
| (77768) 2001 QM     | 16 de Agosto, 2001    |
| (78117) 2002 NR     | 4 de Julho, 2002      |
| (78141) 2002 NY16   | 13 de Julho, 2002     |
| (78169) 2002 NB31   | 15 de Julho, 2002     |
| (78209) 2002 OA     | 16 de Julho, 2002     |
| (78240) 2002 ON22   | 31 de Julho, 2002     |
| (78282) 2002 PF40   | 10 de Agosto, 2002    |
| (78307) 2002 PS63   | 12 de Agosto, 2002    |
| (79526) 1998 OL12   | 30 de Julho, 1998     |
| (79530) 1998 QD4    | 17 de Agosto, 1998    |
| (81875) 2000 LU5    | 4 de Junho, 2000      |
| (81908) 2000 NW2    | 6 de Julho, 2000      |
| (81929) 2000 OE     | 22 de Julho, 2000     |
| (82169) 2001 HY3    | 18 de Abril, 2001     |
| (82185) 2001 HD23   | 27 de Abril, 2001     |
| (82364) 2001 MW7    | 20 de Junho, 2001     |
| (82370) 2001 MD14   | 26 de Junho, 2001     |
| (82448) 2001 OM9    | 20 de Julho, 2001     |
| (82449) 2001 ON9    | 20 de Julho, 2001     |
| (84009) 2002 OM22   | 31 de Julho, 2002     |
| (86049) 1999 PH4    | 13 de Agosto, 1999    |
| (87037) 2000 KC4    | 27 de Maio, 2000      |
| (87124) 2000 MQ1    | 26 de Junho, 2000     |
| (87168) 2000 OW     | 24 de Julho, 2000     |
| (87310) 2000 QE1    | 23 de Agosto, 2000    |
| (87392) 2000 QB69   | 29 de Agosto, 2000    |
| (87464) 2000 QV129  | 31 de Agosto, 2000    |
| (90368) 2003 MG     | 19 de Junho, 2003     |
| (91027) 1998 DM35   | 26 de Fevereiro, 1998 |
| (91426) 1999 PE4    | 13 de Agosto, 1999    |
| (91899) 1999 VT11   | 7 de Novembro, 1999   |
| (91904) 1999 VW19   | 7 de Novembro, 1999   |
| (92314) 2000 GV1    | 3 de Abril, 2000      |
| (92442) 2000 KF4    | 27 de Maio, 2000      |
| (92456) 2000 KB34   | 29 de Maio, 2000      |
| (92473) 2000 LP     | 2 de Junho, 2000      |
| (92490) 2000 MG2    | 29 de Junho, 2000     |
| (92491) 2000 MA3    | 29 de Junho, 2000     |
| (92496) 2000 NB2    | 5 de Julho, 2000      |
| (92563) 2000 OZ50   | 30 de Julho, 2000     |
| (92648) 2000 QF35   | 28 de Agosto, 2000    |
| (95921) 2003 HJ53   | 30 de Abril, 2003     |
| (95940) 2003 LT2    | 1 de Junho, 2003      |
| (95941) 2003 LX3    | 5 de Junho, 2003      |
| (95942) 2003 LU5    | 4 de Junho, 2003      |
| (95943) 2003 LY6    | 9 de Junho, 2003      |
| (96009) 2004 OB6    | 18 de Julho, 2004     |
| (96026) 2004 PO27   | 9 de Agosto, 2004     |
| (96034) 2004 PW42   | 10 de Agosto, 2004    |
| (96043) 2004 PC93   | 12 de Agosto, 2004    |
| (96044) 2004 PU95   | 13 de Agosto, 2004    |
| (96045) 2004 PX97   | 5 de Julho, 2000      |
| (97836) 2000 PW8    | 9 de Agosto, 2000     |
| (97872) 2000 QG35   | 28 de Agosto, 2000    |
| (99237) 2001 KD33   | 24 de Maio, 2001      |
| (99825) 2002 NK7    | 12 de Julho, 2002     |
| (100935) 1998 MA42  | 26 de Junho, 1998     |
| (101872) 1999 NO4   | 13 de Julho, 1999     |
| (101897) 1999 PO4   | 15 de Agosto, 1999    |
| (105091) 2000 LO    | 2 de Junho, 2000      |
| (105128) 2000 MW1   | 27 de Junho, 2000     |
| (105129) 2000 MH2   | 29 de Junho, 2000     |
| (108183) 2001 HG14  | 23 de Abril, 2001     |
| (108186) 2001 HX15  | 24 de Abril, 2001     |
| (108568) 2001 MA1   | 18 de Junho, 2001     |
| (108569) 2001 MB1   | 18 de Junho, 2001     |
| (108734) 2001 OD32  | 23 de Julho, 2001     |
| (108790) 2001 OT65  | 28 de Julho, 2001     |
| (108807) 2001 ON74  | 29 de Julho, 2001     |
| (108951) 2001 PT28  | 15 de Agosto, 2001    |
| (109007) 2001 QN2   | 17 de Agosto, 2001    |
| (109008) 2001 QO2   | 17 de Agosto, 2001    |
| (109098) 2001 QG34  | 19 de Agosto, 2001    |
| (112288) 2002 LK31  | 10 de Junho, 2002     |
| (112330) 2002 NC1   | 5 de Julho, 2002      |
| (112332) 2002 NT1   | 6 de Julho, 2002      |
| (112386) 2002 NL29  | 14 de Julho, 2002     |
| (112387) 2002 NM29  | 14 de Julho, 2002     |
| (112389) 2002 NC31  | 15 de Julho, 2002     |
| (112434) 2002 OD    | 16 de Julho, 2002     |
| (112444) 2002 OR4   | 16 de Julho, 2002     |
| (112540) 2002 PE40  | 10 de Agosto, 2002    |
| (112660) 2002 PX86  | 14 de Agosto, 2002    |
| (114754) 2003 HX42  | 29 de Abril, 2003     |
| (114767) 2003 JE11  | 2 de Maio, 2003       |
| (114771) 2003 JB17  | 10 de Maio, 2003      |
| (114772) 2003 KD4   | 24 de Maio, 2003      |
| (114773) 2003 KE4   | 24 de Maio, 2003      |
| (114776) 2003 MJ    | 20 de Junho, 2003     |
| (114787) 2003 MX9   | 29 de Junho, 2003     |
| (114788) 2003 MA10  | 29 de Junho, 2003     |
| (114796) 2003 NO2   | 3 de Julho, 2003      |
| (114806) 2003 OR    | 20 de Julho, 2003     |
| (114810) 2003 OQ5   | 24 de Julho, 2003     |
| (114811) 2003 OR5   | 24 de Julho, 2003     |
| (114812) 2003 OU5   | 24 de Julho, 2003     |
| (114818) 2003 OR10  | 27 de Julho, 2003     |
| (114826) 2003 OX17  | 29 de Julho, 2003     |
| (114841) 2003 PF    | 1 de Agosto, 2003     |
| (114873) 2003 QZ9   | 20 de Agosto, 2003    |
| (116907) 2004 GF2   | 10 de Abril, 2004     |
| (117012) 2004 JZ4   | 11 de Maio, 2004      |
| (117013) 2004 JA5   | 12 de Maio, 2004      |
| (117027) 2004 JS12  | 13 de Maio, 2004      |
| (117028) 2004 JW12  | 13 de Maio, 2004      |
| (117058) 2004 KW    | 17 de Maio, 2004      |
| (117107) 2004 OL10  | 21 de Julho, 2004     |
| (117108) 2004 PU1   | 6 de Agosto, 2004     |
| (117147) 2004 PZ97  | 14 de Agosto, 2004    |
| (117796) 2005 GY140 | 14 de Abril, 2005     |
| (117797) 2005 GA141 | 14 de Abril, 2005     |
| (117842) 2005 JR109 | 15 de Maio, 2005      |
| (117859) 2005 KV9   | 29 de Maio, 2005      |
| (120139) 2003 GV20  | 3 de Abril, 2003      |
| (120143) 2003 GG42  | 9 de Abril, 2003      |
| (120177) 2003 LW3   | 5 de Junho, 2003      |
| (120180) 2003 QH104 | 27 de Agosto, 2003    |
| (120305) 2004 KF    | 16 de Maio, 2004      |
| (120326) 2004 NK3   | 9 de Julho, 2004      |
| (120851) 1998 OF12  | 29 de Julho, 1998     |
| (120968) 1998 VH32  | 10 de Novembro, 1998  |
| (121127) 1999 JF3   | 8 de Maio, 1999       |
| (121185) 1999 NP    | 7 de Julho, 1999      |
| (121240) 1999 RG44  | 15 de Setembro, 1999  |
| (122209) 2000 MY2   | 27 de Junho, 2000     |
| (127322) 2002 JE100 | 14 de Maio, 2002      |
| (127937) 2003 HZ1   | 23 de Abril, 2003     |
| (127983) 2003 HW42  | 29 de Abril, 2003     |
| (128027) 2003 KT3   | 22 de Maio, 2003      |
| (128037) 2003 KU18  | 26 de Maio, 2003      |
| (128045) 2003 LH6   | 6 de Junho, 2003      |
| (128058) 2003 NJ2   | 3 de Julho, 2003      |
| (128066) 2003 OM    | 17 de Julho, 2003     |
| (128070) 2003 OE8   | 25 de Julho, 2003     |
| (128073) 2003 OQ10  | 27 de Julho, 2003     |
| (128074) 2003 OF13  | 27 de Julho, 2003     |
| (128080) 2003 OQ20  | 31 de Julho, 2003     |
| (128081) 2003 OO21  | 29 de Julho, 2003     |
| (128087) 2003 PH    | 1 de Agosto, 2003     |
| (128090) 2003 PJ4   | 2 de Agosto, 2003     |
| (128107) 2003 QY9   | 20 de Agosto, 2003    |
| (128116) 2003 QE30  | 22 de Agosto, 2003    |
| (128147) 2003 QX68  | 24 de Agosto, 2003    |
| (128152) 2003 QW79  | 25 de Agosto, 2003    |
| (128164) 2003 QJ104 | 30 de Agosto, 2003    |
| (128427) 2004 MQ7   | 28 de Junho, 2004     |
| (128428) 2004 NJ    | 8 de Julho, 2004      |
| (128429) 2004 NK    | 8 de Julho, 2004      |
| (128466) 2004 OH10  | 21 de Julho, 2004     |
| (128470) 2004 OX12  | 28 de Julho, 2004     |
| (128475) 2004 PW1   | 6 de Agosto, 2004     |
| (128565) 2004 PY92  | 11 de Agosto, 2004    |
| (128566) 2004 PZ92  | 11 de Agosto, 2004    |
| (128578) 2004 PW104 | 15 de Agosto, 2004    |
| (128592) 2004 QM5   | 21 de Agosto, 2004    |
| (129215) 2005 NQ79  | 9 de Julho, 2005      |
| (129813) 1999 NJ    | 6 de Julho, 1999      |
| (130443) 2000 QC26  | 26 de Agosto, 2000    |
| (131351) 2001 JE    | 2 de Maio, 2001       |
| (131416) 2001 OA    | 16 de Julho, 2001     |
| (133079) 2003 JO17  | 11 de Maio, 2003      |
| (133094) 2003 ND5   | 5 de Julho, 2003      |
| (133095) 2003 NU6   | 7 de Julho, 2003      |
| (133104) 2003 OP8   | 26 de Julho, 2003     |
| (133106) 2003 OS10  | 27 de Julho, 2003     |
| (133107) 2003 OX10  | 27 de Julho, 2003     |
| (133108) 2003 OM13  | 28 de Julho, 2003     |
| (133111) 2003 OW20  | 31 de Julho, 2003     |
| (133159) 2003 QG30  | 22 de Agosto, 2003    |
| (133160) 2003 QK30  | 24 de Agosto, 2003    |
| (133210) 2003 QZ68  | 25 de Agosto, 2003    |
| (133220) 2003 QX79  | 25 de Agosto, 2003    |

John Broughton é um astrônomo australiano.
Tem descobertos diversos asteroides.
O asteroide 24105 Broughton foi assim nomeado em sua homenagem.